# Loxosceles niedeguidonae
Espèce
Loxosceles niedeguidonae est une espèce d'araignées aranéomorphes de la famille des Sicariidae.

## Distribution
Cette espèce est endémique du Piauí au Brésil,.

## Description
Le mâle holotype mesure 6,01 mm et la femelle paratype 7,35 mm.

## Étymologie
Cette espèce est nommée en l'honneur de Niède Guidon.

## Publication originale
- Gonçalves-de-Andrade, Bertani, Nagahama & Barbosa, 2012 : Loxosceles niedeguidonae (Araneae, Sicariidae) a new species of brown spider from Brazilian semi-arid region. ZooKeys, no 175, p. 27-36 (texte intégral).